# جمهورية روسيا الاتحادية الاشتراكية السوفيتية
جمهورية روسيا الاتحادية الاشتراكية السوفيتية (بالروسية: Российская Советская Федеративная Социалистическая Республика) المعروفة سابقًا باسم الجمهورية السوفيتية الروسية أو الجمهورية السوفيتية الاتحادية الاشتراكية الروسية بالإضافة إلى كونها تُعرف بشكل غير رسمي باسم روسيا السوفيتية أو روسيا الاتحادية أو ببساطة روسيا، جمهورية تواجدت منذ عام 1917 حتى عام 1922، لتصبح فيما بعد أكبر جمهوريات الاتحاد السوفيتي من عام 1922 حتى عام 1991، حتى أصبحت جزءًا سياديًا منه لكن بقوانين وتشريعات روسية خاصة بالاتحاد من عام 1990 حتى عام 1991، إذ تُعدّ هذه الفترة العامين الأخيرين لوجود الاتحاد السوفيتي بالكامل. تتألف الجمهورية الروسية من ستة عشر وحدة صغيرة مكونة من جمهوريات مستقلة ذاتيًّا وخمسة أقاليم مستقلة وعشرة أوكروغات مستقلة وست مقاطعات وأربعين أوبلاستًا. شكَّل الروس أكبر مجموعة إثنية. وعُدَّت موسكو عاصمة الاتحاد الروسي ومن بين أكبر المدن من حيث عدد السكان. ومن بين المراكز الحضرية الرئيسية الأخرى لينينغراد ونوفوسيبيرسك وسفردلوفسك وغوركي وكيبيشيف.
اعتمد اقتصاد روسيا على الصناعة إلى حدّ كبير إذ يمثل نحو ثلثي طاقة توليد الكهرباء المُنتجة في الاتحاد السوفيتي بالكامل. بحلول عام 1961، صُنِّفت ثالث أكبر مُنتج للنفط بسبب الاكتشافات الجديدة في منطقة فولغا-أورال وسيبيريا منافسةً بذلك كلًا من الولايات المتحدة والمملكة العربية السعودية. في عام 1974، أُنشئ 475 معهدًا للتعليم العالي في الجمهورية لتوفير التعليم بـ47 لغة لنحو 000 941 23 طالب. بالإضافة إلى تقديم شبكة من خدمات الصحة العامة والرعاية الصحية على المستوى الإقليمي. بعد عام 1985، ساعد برنامج البيريسرويكا لإعادة هيكلة إدارة غورباتشوف بتحرير الاقتصاد بشكل نسبي، الذي كان قد مرَّ بعصر من الركود منذ أواخر السبعينيات تحت إشراف الأمين العام ليونيد بريجنيف، وذلك عن طريق إدخال مؤسسات غير تابعة للدولة مثل الجمعيات التعاونية.
أُعلن عن الجمهورية السوفيتية الروسية في 7 نوفمبر عام 1917 (الثورة البلشفية) كدولة ذات سيادة مستقلة باعتبارها أول دولة اشتراكية دستورية في العالم تُمارس إيديولوجيات شيوعية. وقد أُقِرَّ الدستور الروسي الأول عام 1918. وفي عام 1922، وقَّع الاتحاد الروسي معاهدة إنشاء الاتحاد السوفيتي لجمهوريات اشتراكية سوفيتية بشكل رسمي. ينصّ الدستور السوفيتي لعام 1977 على أن «جمهورية الاتحاد هي دولة ذات سيادة مستقلة [...] قد انضمت [...] إلى الاتحاد» و«يجب على كل جمهورية اتحادية الاحتفاظ بحقها في الانفصال بحرية عن الاتحاد السوفيتي». وفي 12 يونيو عام 1990، تبنَّى مجلس نواب الشعب الإعلان عن سيادة الدولة المستقلة وأنشأ مبدأ فصل السلطات (بدلًا من الشكل السوفيتي للحكومة) وأنشأ المواطنة الروسية وأقرَّ بأن الجمهورية الروسية الاشتراكية السوفيتية ستحتفظ بحق الانفصال الحُرّ عن الاتحاد السوفيتي. في 12 يونيو عام 1991، انتُخب بوريس يلتسن (1931-2007)، بدعم من حركة روسيا الديمقراطية المؤيدة للإصلاح، لمنصب الرئيس الأول والوحيد للجمهورية الروسية، وهو منصب أصبح فيما بعد يقوم على رئاسة الاتحاد الروسي.
أدَّت محاولة الانقلاب السوفيتية في أغسطس عام 1991، بعد اعتقال الرئيس ميخائيل غورباتشوف لفترة وجيزة، إلى زعزعة استقرار الاتحاد السوفيتي. وفي 8 ديسمبر عام 1991، وقَّع رؤساء روسيا وأوكرانيا وبيلاروس اتفاقيات بيلافيزا. وأعلنت الاتفاقية حلّ الاتحاد السوفيتي من قِبَل الدول المؤسسة له أصلًا (أي التخلي عن معاهدة 1922 الخاصة بإنشاء الاتحاد السوفيتي) وأنشأت رابطة الدول المستقلة كاتحاد كونفدرالي واسع. وفي 12 ديسمبر، صُدِّقت الاتفاقية من قِبَل مجلس السوفيت الأعلى (البرلمان الروسي الخاص بجمهورية روسيا الاتحادية الاشتراكية السوفيتية)؛ ولذلك، تخلَّت جمهورية روسيا الاتحادية عن معاهدة إنشاء اتحاد الجمهوريات الاشتراكية السوفيتية وأعلنت استقلال روسيا عن الاتحاد السوفيتي وعن أي روابط مع الجمهوريات الاشتراكية السوفيتية الأخرى.
في 25 ديسمبر عام 1991، وبعد استقالة غورباتشوف كرئيس للاتحاد السوفيتي (والأمين العام السابق للحزب الشيوعي السوفيتي)، أعيدت تسمية جمهورية روسيا السوفيتية وأصبحت باسم الاتحاد الروسي  برئاسة يلتسن الذي أعاد تأسيس دولة مستقلة. ومع انخفاض علم الاتحاد السوفيتي السابق في منتصف الليل من أعلى مبنى مجلس شيوخ الكرملين في موسكو في 26 ديسمبر من عام 1991، حُلَّ الاتحاد السوفيتي من قِبَل سوفيت القوميات أو مجلس القوميات، الذي كان في ذلك الوقت الغرفة الوحيدة القائمة في البرلمان السوفيتي الأعلى (ذلك أن الغرفة البرلمانية الأخرى، سوفيت الاتحاد، قد فقدت نصابها القانوني بعد استدعاء أعضائها من قِبَل العديد من جمهوريات الاتحاد). بعد حلّ الاتحاد السوفيتي، أعلنت روسيا أنها قد تولَّت حقوق والتزامات الحكومة السوفيتية المركزية المُنحلة بما في ذلك عضوية الأمم المتحدة والمقعد الدائم في مجلس الأمن ولكن باستثناء الديون الخارجية والأصول الأجنبية للاتحاد السوفيتي (إذ بقيت أجزاء من الجيش الأحمر السوفيتي السابق إلى جانب الأسلحة النووية تحت القيادة الشاملة لرابطة الدول المستقلة باعتبارها قوات مسلحة تابعة لها).
عُدِّل دستور جمهورية روسيا الاتحادية الاشتراكية السوفيتية لعام 1978 عدَّة مرات ليعكس الانتقال إلى الديمقراطية والمَلَكية الخاصة واقتصاد السوق. وقد ألغى دستور روسيا الجديد، الذي بدأ تنفيذه في 25 ديسمبر من عام 1993 بعد الأزمة الدستورية التي عصفت بالبلاد، الشكل السوفيتي للحكومة بشكل كامل واستبدله بنظام شبه رئاسي.

## التاريخ

### السنوات الأولى (1917 – 1920)
تولَّت الحكومة السوفيتية السلطة في 7 نوفمبر عام 1917 فور سقوط الحكومة المؤقتة، تحت رئاسة الاشتراكي الديمقراطي ألكسندر كيرينسكي، التي قد حكمت الجمهورية الروسية في الثورة البلشفية، ثاني الثورتين الروسيتين. أما الدولة الواقعة تحت حكمها، والتي لم تحمل اسمًا رسميًا، فلن يتم الاعتراف بها من جانب الدول المجاورة حتى خمسة أشهر أخرى.
في 25 يناير عام 1918، في الاجتماع الثالث للكونغرس السوفيتي لعموم روسيا، أُعيدت تسمية الدولة غير المعترف بها إلى الجمهورية السوفيتية الروسية. في 3 مارس عام 1918، تم توقيع معاهدة برست ليتوفسك، ما منح الإمبراطورية الألمانية (ألمانيا) الكثير من أراضي الإمبراطورية الروسية السابقة مقابل السلام على الجبهة الشرقية للحرب العالمية الأولى في 10 يوليو عام 1918، أعاد الدستور الروسي لعام 1918 تسمية البلاد الجمهورية السوفيتية الاتحادية الاشتراكية الروسية. وبحلول عام 1918، خلال الحرب الأهلية الروسية، انفصلت عدة ولايات داخل الإمبراطورية الروسية السابقة، ما قلل من حجم البلاد بشكل أكبر.

### عشرينيات القرن العشرين
أسفرت المجاعة الروسية 1921-22 والمعروفة أيضًا باسم مجاعة فولغا، عن مقتل ما يقدر بـ 5 ملايين نسمة بشكل رئيسي في منطقتي الفولغا ونهر الأورال.
في 30 ديسمبر عام 1922، وافق الكونغرس الأول للسوفيت في الاتحاد السوفيتي على معاهدة إنشاء الاتحاد السوفيتي باتحاد روسيا مع جمهورية أوكرانيا الاشتراكية السوفيتية وجمهورية بيلاروس الاشتراكية السوفيتية وجمهورية ما وراء القوقاز الاشتراكية السوفيتية لتشكيل دولة اتحادية واحدة، تحت اسم الاتحاد السوفيتي. وقد أُدرجت المعاهدة في دستور 1924 السوفيتي[بحاجة لتوضيح] وطُبقت في 31 يناير من عام 1924 من قِبَل المؤتمر الثاني للسوفيت في الاتحاد السوفيتي.

تنصّ الفقرة 3 من الفصل 1 من دستور جمهورية روسيا الاتحادية الاشتراكية السوفيتية لعام 1925 على ما يلي:
بإرادة شعوب الجمهورية الاشتراكية السوفيتية الروسية، التي قررت تشكيل اتحاد الجمهوريات الاشتراكية السوفيتية خلال المؤتمر السوفيتي العاشر للاتحاد الروسي، الذي يُمثل الجمهورية الاشتراكية السوفيتية الروسية، كونها جزءًا من اتحاد الجمهوريات الاشتراكية السوفيتية، تفوض إلى الاتحاد السلطات في نطاق مسؤوليات الهيئات الحكومية لاتحاد الجمهوريات الاشتراكية السوفيتية وفقًا للمادة 1 من دستور اتحاد الجمهوريات الاشتراكية السوفيتية.